# Леонель Альварес
Леонель Альварес (ісп. Leonel Álvarez, нар. 29 липня 1965, Ремедіос) — колумбійський футболіст, що грав на позиції півзахисника. По завершенні ігрової кар'єри — тренер. З 2018 року очолює тренерський штаб команди «Лібертад».
Виступав, зокрема, за клуби «Індепендьєнте Медельїн» та «Америка де Калі», а також національну збірну Колумбії.
Дворазовий чемпіон Колумбії. Володар Кубка Лібертадорес. Дворазовий чемпіон Колумбії (як тренер).

## Клубна кар'єра
У дорослому футболі дебютував 1983 року виступами за команду «Індепендьєнте Медельїн», у якій провів чотири сезони, взявши участь у 189 матчах чемпіонату. Більшість часу, проведеного у складі «Індепендьєнте Медельїн», був основним гравцем команди.
Згодом з 1988 по 1992 рік грав у складі команд «Атлетіко Насьйональ», «Америка де Калі» та «Реал Вальядолід». Протягом цих років виборов титул володаря Кубка Лібертадорес.
Своєю грою за останню команду знову привернув увагу представників тренерського штабу клубу «Америка де Калі», до складу якого повернувся 1992 року. Цього разу відіграв за команду з Калі наступні три сезони своєї ігрової кар'єри. Граючи у складі «Америка де Калі» також здебільшого виходив на поле в основному складі команди.
Протягом 1996—2002 років захищав кольори клубів «Даллас Берн», «Веракрус», «Даллас Берн», «Нью-Інгленд Революшн» та «Депортіво Перейра».
Завершив ігрову кар'єру у команді «Депортес Кіндіо», за яку виступав протягом 2003—2004 років.

## Виступи за збірну
У 1985 році дебютував в офіційних матчах у складі національної збірної Колумбії.
У складі збірної був учасником розіграшу Кубка Америки 1987 року в Аргентині, на якому команда здобула бронзові нагороди, розіграшу Кубка Америки 1989 року у Бразилії, чемпіонату світу 1990 року в Італії, розіграшу Кубка Америки 1991 року у Чилі, розіграшу Кубка Америки 1993 року в Еквадорі, на якому команда здобула бронзові нагороди, чемпіонату світу 1994 року у США, розіграшу Кубка Америки 1995 року в Уругваї, на якому команда здобула бронзові нагороди.
Загалом протягом кар'єри в національній команді, яка тривала 11 років, провів у її формі 101 матч, забивши 1 гол.

## Кар'єра тренера
Розпочав тренерську кар'єру, очоливши тренерський штаб клубу «Депортіво Перейра».
У 2008 році став головним тренером команди «Індепендьєнте Медельїн», тренував команду з Медельїна один рік.
Згодом протягом 2009–2010 років очолював тренерський штаб клубу «Індепендьєнте Медельїн».
У 2010 році прийняв пропозицію попрацювати у збірній Колумбії. 
У 2012 році запрошений керівництвом клубу «Депортіво Калі» очолити його команду, з якою пропрацював до 2014 року.
З 2015 і по 2017 рік очолював тренерський штаб команди «Індепендьєнте Медельїн».
У 2017 році став головним тренером команди «Серро Портеньйо», тренував команду з Асунсьйона один рік.
Протягом тренерської кар'єри також очолював команду «Ітагуї».
З 2018 року очолює тренерський штаб команди «Лібертад».

## Титули і досягнення

### Як гравця
- Чемпіон Колумбії (2):

«Америка де Калі»: 1990, 1992
- Володар Кубка Лібертадорес (1):

«Атлетіко Насьйональ»: 1989
- Бронзовий призер Кубка Америки: 1987, 1993, 1995

### Як тренера
- Чемпіон Колумбії (2):

«Індепендьєнте Медельїн»: 2009-II, 2016-I
- Переможець Суперліги Колумбії (1):

«Депортіво Калі»:  2014